# ハワード (ミサイル駆逐艦)
|          |                                                                                              |
| 艦歴     |                                                                                              |
| 発注     | 1996年6月20日                                                                                |
| 起工     | 1998年12月9日                                                                                |
| 進水     | 1999年11月20日                                                                               |
| 就役     | 2001年10月20日                                                                               |
| 退役     |                                                                                              |
| その後   | 就役中                                                                                       |
| 要目     |                                                                                              |
| 排水量   | 9,648 トン                                                                                   |
| 全長     | 155.3 m (509 ft 6in)                                                                         |
| 全幅     | 20.1 m (66 ft)                                                                               |
| 吃水     | 9.4 m (31 ft)                                                                                |
| 機関     | COGAG方式                                                                                    |
| 機関     | LM 2500-30ガスタービンエンジン (27,000shp) ×4基                                              |
| 機関     | 可変ピッチプロペラ（5翔）×2軸                                                                |
| 最大速   | 31ノット                                                                                     |
| 航続距離 | 4,400 海里（20ノット時）                                                                     |
| 乗員     | 士官、兵員 380名                                                                             |
| 兵装     | Mk.45 mod.4 5インチ単装砲 ×1基                                                               |
| 兵装     | Mk.38 25mm単装機関砲 ×2基                                                                    |
| 兵装     | Mk.15 20mmCIWS×2基                                                                           |
| 兵装     | M2 12.7mm機銃 ×4挺                                                                           |
| 兵装     | Mk.41 mod.7 VLS ×96セル - SM-2MR SAM - ESSM 短SAM - VLA SUM - トマホーク SLCM などを発射可能 |
| 兵装     | Mk.32 3連装短魚雷発射管×2基                                                                  |
| 艦載機   | MH-60R×2機搭載可能                                                                           |
| C4ISTAR  | AWS B/L 6 (Mk.99 GMFCS×3基)                                                                  |
| C4ISTAR  | AN/SQQ-89A(V)15                                                                              |
| センサ   | AN/SPY-1D(V) 多機能レーダー×4面                                                              |
| センサ   | AN/SPS-67 対水上レーダー×1基                                                                 |
| センサ   | AN/SQS-53C(V)1艦首装備ソナー                                                                 |
| 電子戦   | AN/SLQ-32(V)3 ESM/ECM装置                                                                    |
| 電子戦   | Mk 36 SRBOC デコイ発射機                                                                     |
| モットー | Ready for Victory                                                                            |

ハワード (英語: USS Howard, DDG-83) は、アメリカ海軍のミサイル駆逐艦。アーレイ・バーク級ミサイル駆逐艦の33番艦。艦名はベトナム戦争の戦功で名誉勲章を受章したジミー・E・ハワード海兵隊曹長に因む。その名を持つ艦としては2隻目。2023年現在の定係港は横須賀。

## 艦歴

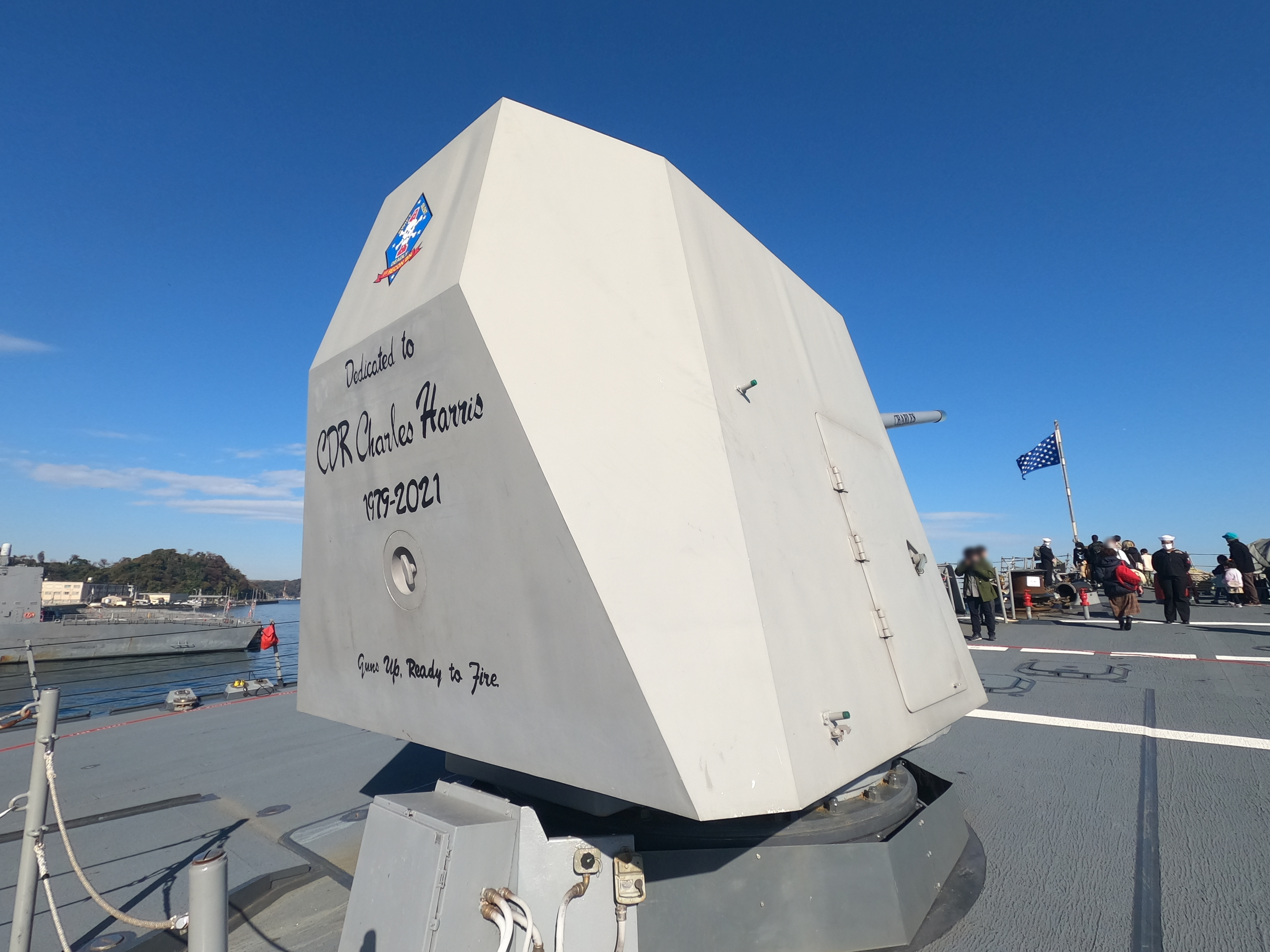
ハワードのMk 45 5インチ砲

ハワードは1998年12月9日にメイン州バスのバス鉄工所で起工し、1999年11月20日に進水、2001年10月20日に就役した。かつての母港はサンディエゴ海軍基地であるが、同港に戻る際にはフォート・ローズクランズ国立墓地の前を通過する。同墓地には艦名の由来となったハワード曹長が埋葬されており、乗員は敬礼を行う。
2004年9月11日、スペイン海軍のF-103 ブラス・デ・レソとともにミサイル発射試験を実施した。2007年2月16日には戦闘効率賞を受賞している。
2008年9月28日、ハワードはウクライナの貨物船ファイナ (Faina) を追跡中であると報告された。ファイナはケニアに向かう途中の2008年9月25日にソマリア沖で海賊によって捕えられた。ファイナには33両のT-72戦車および弾薬と予備部品が積み込まれていた。ファイナは最終的に2009年2月5日に海賊から解放された。
2021年8月16日、神奈川県横須賀市の横須賀基地に同型艦ヒギンズと共に配備され、第7艦隊第71任務部隊第15駆逐隊の所属となった。
2022年12月1日に横須賀基地でケンジ・イガワ中佐が艦長に着任した。2023年8月10日、ハワードはインドネシアのバリ島沖で「軟座礁」事故を起こした。軟座礁（soft grounding）とは艦底が海底に接触したが自力で離礁できた事象を言う。同月20日、第7艦隊はイガワ艦長を「指揮能力に対する信頼の喪失」により解任したと発表した。
2023年12月1日、機関室で電気系統の火災が発生し、間もなく鎮火した。乗組員12人が横須賀海軍病院に搬送されたが、翌日までに全員が退院した。2024年2月、イガワ前艦長の後任であったキャメロン・デニス艦長が、着任6か月で前艦長と同様の理由で解任された。

## 参照
1. ↑  Surface Force Ships, Crews Earn Battle "E". US Navy. February 19, 2007.
2. ↑  US destroyer watching hijacked ship off Somalia. Associated Press via ABC news. September 27, 2008.
3. ↑  “USS Howard arrives at Yokosuka” (英語). DVIDS. (2021年8月16日) 2021年8月16日閲覧。
4. ↑  Morgan Bollinger (2022年12月5日). “USS Howard Conducts Change of Command Ceremony” (英語).  アメリカ海軍第7艦隊. 2022年12月5日閲覧。
5. ↑  Sam LaGrone (2023年8月22日). “USS Howard Suffered ‘Soft Grounding’ Near Bali Ahead of CO Removal” (英語).  United States Naval Institute. 2025年3月24日閲覧。
6. ↑  ALEX WILSON (2023年8月21日). “Navy fires skipper of Japan-based destroyer after less than a year in command” (英語). 星条旗新聞 2023年8月26日閲覧。
7. ↑  “米ミサイル駆逐艦「ハワード」で火災、乗組員12人を横須賀海軍病院に搬送”. 読売新聞. (2023年12月9日) 2023年12月11日閲覧。
8. ↑  COREY DICKSTEIN (2024年2月6日). “Navy sacks USS Howard commander, marking 2nd ouster for destroyer’s skipper in 6 months” (英語). 星条旗新聞 2025年3月24日閲覧。